# Гадом
Гадом (пол. Gadom, нім. Wildenhagen) — село в Польщі, у гміні Гольчево Каменського повіту Західнопоморського воєводства.
Населення — 141 особа (2011).
У 1975-1998 роках село належало до Щецинського воєводства.

## Демографія
Демографічна структура станом на 31 березня 2011 року:
|          | Загалом | Допрацездатний вік | Працездатний вік | Постпрацездатний вік |
| -------- | ------- | ------------------ | ---------------- | -------------------- |
| Чоловіки | 76      | 23                 | 48               | 5                    |
| Жінки    | 65      | 12                 | 41               | 12                   |
| Разом    | 141     | 35                 | 89               | 17                   |